# Китайська інвестиційна корпорація
Китайська інвестиційна корпорація (кит.: 中国投资有限责任公司) — китайський суверенний фонд, що займається управлінням частини валютних резервів Китаю.
Створений у 2007 році з валютним фондом $200 млрд. На кінець 2015 року оперував більше, ніж $810 млрд.